# Lauro (nome)
Lauro  è un nome proprio di persona italiano maschile.

## Varianti
- Alterati: Laurino[1][2], Laurello, Lauretto[2], Laurindo[2], Laurano[2], Lauriano[2], Laureano[2], Laureato[2]
- Femminili: Laura[1][2][3]

### Varianti in altre lingue
- Catalano: Laure[4]
- Latino: Laurus[3]
- Olandese: Laurus
- Polacco: Laur
- Portoghese: Lauro
- Russo: Лавр (Lavr)
- Serbo: Лавр (Lavr)
- Spagnolo: Lauro[4]
- Ucraino: Лавр (Lavr)

## Origine e diffusione

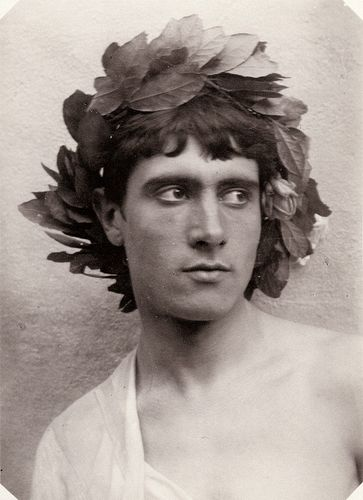
Un ragazzo con una corona d'alloro

Ad oggi molto più diffuso nella forma femminile Laura, deriva dal latino Laurus, basato su laurus ("alloro"), pianta sacra ad Apollo, simbolo di gloria e vittoria. Da Laurus deriva il nome spagnolo Laureano.

## Onomastico
L'onomastico si può festeggiare il 18 agosto in memoria di san Lauro, martire con il fratello Floro a Ulpiana, oppure il 30 settembre in ricordo di san Lauro, fondatore e abate di un monastero a Saint-Léry.

## Persone
- Lauro Amadò, calciatore svizzero

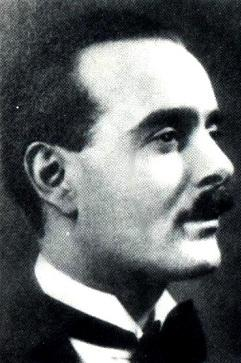
Lauro De Bosis

- Lauro Azzolini, terrorista italiano
- Lauro Bon, cestista italiano
- Lauro Bordin, ciclista su strada italiano
- Lauro Bosio, militare e calciatore italiano
- Lauro Corona, attore brasiliano
- Lauro De Bosis, scrittore, poeta e antifascista italiano
- Lauro Gazzolo, attore e doppiatore italiano
- Lauro Grossi, politico italiano
- Lauro Minghelli, calciatore italiano
- Lauro Mumar, cestista filippino
- Lauro Pomaro, calciatore italiano
- Lauro Rossi, compositore italiano
- Lauro Toneatto, calciatore e allenatore di calcio italiano